# Teen Choice Awards 2010
Teen Choice Awards 2010 byly předávány dne 8. srpna 2010. Oproti předchozím ročníkům byly přidány nové kategorie, které byly rozděleny do sekcí „Film“, „Televize“, „Hudba“, „Léto“, „Móda“ a „ostatní“. Záznam z předávání se vysílal 9. srpna 2010 na televizní stanici Fox a pořad moderovali Katy Perry, která také vystupovala, a dále Cory Monteith, Chris Colfer, Kevin McHale a Mark Salling ze seriálu Glee.

## Ceny
Výherci jsou označeni tučně.
Nominovaní byli ohlášeni ve dvou vlnách a v tomto ročníku bylo zaznamenáno přes 85 milionů hlasů.

### Film
| Tanec | Zlodějka scén |
| --- | --- |
| - Sandra Bullock & Betty Whiteová – Návrh - Tina Fey & Steve Carell – Noční rande - Robert Downey Jr. – Iron Man 2 - Michael Jackson – This Is It - Miley Cyrus a Liam Hemsworth – Poslední píseň                                                                                          | - Anne Hathawayová – Alenka v říši divů, Na sv. Valentýna - Dakota Fanning – Twilight sága: Nový měsíc - Ashley Greene – Twilight sága: Nový měsíc - Anna Kendrick – Twilight sága: Nový měsíc - Betty Whiteová – Návrh                                         |
| Zloděj scén | Chemie |
| - George Lopez – Na sv. Valentýna - James Marsden – Horší než smrt - Kellan Lutz – Twilight sága: Nový měsíc - Mark Wahlberg – Noční rande - Sean Combs – Dostaň ho tam | - Amanda Seyfriedová a Channing Tatum – Milý Johne - Kristen Stewart a Robert Pattinson – Twilight sága: Nový měsíc - Sandra Bullock a Ryan Reynolds – Návrh - Taylor Swift a Taylor Lautner – Na sv. Valentýna - Miley Cyrus a Liam Hemsworth – Poslední píseň |
| Průlomová herečka | Průlomový herec |
| - Alexandra Daddario – Percy Jackson: Zloděj blesku - Chloë Grace Moretz – Kick-Ass - Gemma Arterton – Souboj Titánů - Mia Wasikowska – Alenka v říši divů - Taylor Swift – Na sv. Valentýna                                                                                               | - Aaron Johnson – Kick-Ass - Jesse Eisenberg – Zombieland, Zábavný park - Liam Hemsworth – Poslední píseň - Logan Lerman – Percy Jackson: Zloděj blesku - Quinton Aaron – Zrození šampióna                                                                      |
| Polibek | Akční nebo dobrodružný film |
| - Kristen Stewart a Robert Pattinson – Twilight sága: Nový měsíc - Miley Cyrus a Liam Hemsworth – Poslední píseň - Russell Brand a Jonah Hill – Dostaň ho tam - Sandra Bullock a Ryan Reynolds – Návrh - Taylor Swift a Taylor Lautner – Na sv. Valentýna                                  | - G. I. Joe - Kick-Ass - Robin Hood - Sherlock Holmes - Parchanti |
| Herec v akčním nebo dobrodružném filmu | Herečka v akčním nebo dobrodružném filmu |
| - Channing Tatum – G. I. Joe - Matt Damon – Zelená zóna - Nicolas Cage – Kick-Ass - Robert Downey Jr. – Sherlock Holmes - Russell Crowe – Robin Hood | - Cate Blanchett – Robin Hood - Mila Kunis – Kniha přežití - Rachel McAdams – Sherlock Holmes - Sienna Miller – G. I. Joe - Zoe Saldana – Parchanti |
| Sci-Fi | Herec: Sci-Fi |
| - 2012 - Avatar - District 9 - Iron Man 2 - Zakletý v čase | - John Cusack – 2012 - Jude Law – Repo Men - Robert Downey Jr – Iron Man 2 - Sam Worthington – Avatar - Sharlto Copley – District 9 |
| Herečka: Sci-Fi | Fantasy |
| - Amanda Peet – 2012 - Gwyneth Paltrow – Iron Man 2 - Scarlett Johansson – Iron Man 2 - Zoe Saldana – Avatar - Rachel McAdams – Zakletý v čase | - Alenka v říši divů - Souboj Titánů - Harry Potter a Princ dvojí krve - Princ z Persie: Písky času - Twilight sága: Nový měsíc |
| Herec: Fantasy | Herečka: Fantasy |
| - Jake Gyllenhaal – Princ z Persie: Písky času - Johnny Depp – Alenka v říši divů - Robert Pattinson – Twilight sága: Nový měsíc - Sam Worthington – Souboj Titánů - Taylor Lautner – Twilight sága: Nový měsíc                                                                            | - Emma Watsonová – Harry Potter a Princ dvojí krve - Gemma Arterton – Princ z Persie: Písky času a Souboj Titánů - Kristen Stewart – Twilight sága: Nový měsíc - Mia Wasikowska – Alenka v říši divů - Rosario Dawson – Percy Jackson: Zloděj blesku            |
| Drama | Herec: Drama |
| - Milý Johne - Zrození šampióna - Poslední píseň - Nezapomeň na mě - The Runaways | - Channing Tatum – Milý Johne - Jake Gyllenhaal – Bratři - Jeremy Renner – Smrt čeká všude - Robert Pattinson – Nezapomeň na mě - Tobey Maguire – Bratři |
| Herečka: Drama | Romantická komedie |
| - Kristen Stewart – The Runaways - Dakota Fanning – The Runaways - Amanda Seyfriedová – Milý Johne - Miley Cyrus – Poslední píseň - Sandra Bullock – Zrození šampióna | - Jedině ona - Dopisy pro Julii - Záložní plán - Návrh - Na sv. Valentýna |
| Herec v romantické komedii | Herečka v romantické komedii |
| - Joseph Gordon-Levitt – 500 dní se Summer - Gerard Butler – Chceš mě, chci tě, Exmanželka za odměnu - Ashton Kutcher – Na sv. Valentýna - Josh Duhamel – Rande v Římě - Ryan Reynolds – Návrh                                                                                             | - Amanda Seyfriedová – Dopisy pro Julii - Jennifer Lopez – Záložní plán - Kristen Bellová – Rande v Římě - Queen Latifah – Na sv. Valentýna, Jedině ona - Sandra Bullock – Návrh                                                                                |
| Komedie | Herec v komedii |
| - Noční rande - Dostaň ho tam - To byl zítra flám - Vrahouni - Na tuhle nemám | - Ashton Kutcher – Vrahouni - Chris Rock – Horší než smrt - Jonah Hill – Dostaň ho tam - Russell Brand – Dostaň ho tam - Steve Carell – Noční rande |
| Herečka v komedii | Horror/Thriller |
| - Tina Fey – Noční rande - Zoe Saldana – Horší než smrt - Kristen Bellová – Trable v ráji - Lizzy Caplan – To byl zítra flám - Emma Stoneová – Zombieland | - Noční můra v Elm Street - Paranormal Activity - Prokletý ostrov - Splice - Otčím |
| Herec v Horroru/Thrilleru | Herečka v Horroru/Thrilleru |
| - Adam Brody – Jennifer's Body – Bacha, kouše! - Jackie Earle Haley – Noční můra v Elm Street - Leonardo DiCaprio – Prokletý ostrov - Micah Sloat – Paranormal Activity - Penn Badgley – Otčím                                                                                             | - Audrina Patridge – Spolek nemilosrdných - Katie Cassidy – Noční můra v Elm Street - Megan Fox – Jennifer's Body – Bacha, kouše! - Michelle Williamsová – Prokletý ostrov - Rumer Willis – Spolek nemilosrdných                                                |
| Animovaný film | Zloduch |
| - Jak vycvičit draka - Marmaduk - Princezna a žabák - S - Příběh hraček 3 | - Christopher Mintz-Plasse – Kick-Ass - Joseph Gordon-Levitt – G. I. Joe - Mickey Rourke – Iron Man 2 - Rachelle Lefevre – Twilight sága: Nový měsíc - Stephen Lang – Avatar                                                                                    |
| Boj | Výbuch vzteku |
| - Mia Wasikowska vs. Žvahlav – Alenka v říši divů - Logan Lerman vs. Jake Abel – Percy Jackson: Zloděj blesku - Robert Downey Jr. & Don Cheadle vs. The Hammer Drones – Iron Man 2 - Sam Worthington vs. Stephen Lang – Avatar - Sean Combs vs. Russell Brand a Jonah Hill – Dostaň ho tam | - Giovanni Ribisi – Avatar - Jessica Biel – Na sv. Valentýna - Miley Cyrus – Poslední píseň - Sean Combs – Dostaň ho tam - Vince Vaughn – Trable v ráji |

### Televize
| Průlomová herečka | Průlomový herec |
| --- | --- |
| - Bridgit Mendler – Hodně štěstí, Charlie - Dianna Agron – Glee - Mae Whitman – Famílie - Nina Dobrev – Upíří deníky - Sarah Hyland – Taková moderní rodinka                                                 | - Ken Jeong – Zpátky do školy - Kevin McHale -Glee - Mark Salling – Glee - Paul Wesley – Upíří deníky - Rico Rodriguez – Taková moderní rodinka                                                                   |
| Průlomový pořad | Zlodějka scén |
| - Zpátky do školy - Změna je život - Taková moderní rodinka - Upíří deníky - V jako Victoria | - Amber Riley – Glee - Bethany Joy Galeotti – One Tree Hill - Hilary Duff – Super drbna - Katerina Graham – Upíří deníky - Shenae Grimes – 90210: Nová generace                                                   |
| Zloděj scén | Televizní osobnost |
| - Chris Colfer – Glee - James Lafferty – One Tree Hill - Johnny Galecki – Teorie velkého třesku - Matthew Morrison – Glee - Simon Helberg -Teorie velkého třesku                                             | - Cat Deeley - Mario Lopez - Nick Cannon - Ryan Seacrest - Simon Cowell |
| Drama | Herec v dramatickém seriálu |
| - 90210: Nová generace - Super drbna - Chirurgové - Dr. House - Tajný život amerických teenagerů | - Chace Crawford – Super drbna - Daren Kagasoff – Tajný život amerických teenagerů - Ken Baumann – Tajný život amerických teenagerů - Penn Badgley – Super drbna - Tristan Wilds – 90210: Nová generace           |
| Herečka v dramatickém seriálu | Fantasy/Sci-Fi |
| - Sophia Bush – One Tree Hill - Blake Lively – Super drbna - Leighton Meesterová – Super drbna - Olivia Wildeová – Dr. House - Shailene Woodley – Tajný život amerických teenagerů                           | - Hranice nemožného - Ztraceni - Smallville - Lovci duchů - Upíří deníky |
| Herec ve Fantasy/Sci-Fi | Herečka ve Fantasy/Sci-Fi |
| - Josh Holloway – Ztraceni - Joshua Jackson – Hranice nemožného - Paul Wesley – Upíří deníky - Ryan Kwanten – Pravá krev - Tom Welling – Smallville                                                          | - Anna Paquin – Pravá krev - Anna Torv – Hranice nemožného - Evangeline Lilly – Ztraceni - Hayden Panettiere – Hrdinové - Nina Dobrev – Upíří deníky                                                              |
| Akční seriál | Herec v akčním seriálu |
| - 24 hodin - Lidský terč - Status: Nežádoucí - Chuck - Námořní vyšetřovací služba L. A. | - Kiefer Sutherland – 24 hodin - Mark Valley – Lidský terč - Jeffrey Donovan – Status: Nežádoucí - Zachary Levi – Chuck - LL Cool J – Námořní vyšetřovací služba L. A.                                            |
| Herečka v akčním seriálu | Komedie |
| - Gabrielle Anwar – Status: Nežádoucí - Yvonne Strahovski – Chuck - Katee Sackhoff – 24 hodin - Mary Lynn Rajskub – 24 hodin - Daniela Ruah – Námořní vyšetřovací služba L. A.                               | - Teorie velkého třesku - Glee - Taková moderní rodinka - Sonny ve velkém světě - Kouzelníci z Waverly |
| Komediální herec | Komediální herečka |
| - Cory Monteith – Glee - Jim Parsons – Teorie velkého třesku - Sterling Knight – Sonny ve velkém světě - Steve Carell – Kancl - Jonas Brothers – Jonas                                                       | - Demi Lovato – Sonny ve velkém světě - Miranda Cosgroveová – iCarly - Kaley Cuoco – Teorie velkého třesku - Lea Michele – Glee - Selena Gomez – Kouzelníci z Waverly                                             |
| Animovaný pořad | Reality show |
| - Americký táta - Griffinovi - Cleveland show - Městečko South Park - Star Wars: Klonové války | - Pařba v Jersey Shore - Držte krok s Kardashians - The Price of Beauty - Ovládnout jeviště - The Hills |
| Reality show | Mužská hvězda reality show |
| - Randy Jackson uvádí: Nejlepší Americká Dance Crew - Amerika hledá topmodelku - American Idol - Dancing with the Stars - Heidi klum: svět modelingu                                                         | - Lee DeWyze – American Idol - Bret Michaels – Celebrity Apprentice - Brody Jenner – The Hills - Michael „The Situation“ Sorrentino – Pařba v Jersey Shore - Paul „“DJ Pauly D“ DelVecchio – Pařba v Jersey Shore |
| Ženská hvězda reality show | Zloduch |
| - Crystal Bowersox – American Idol - Kristin Cavallari – The Hills - Lauren Conrad – The Hills - Nicole „Snooki“ Polizzi – Držte krok s Kardashians                                                          | - Russell Hantz – Kdo přežije: Hrdinové proti padouchům - Jane Lynch – Glee - Ed Westwick – Super drbna - Terry O'Quinn – Ztraceni - Ian Somerhalder – Upíří deníky                                               |
| Rodičovské spojení | |
| - Kris a Bruce Jenner – Držte krok s Kardashians - Bethany Joy Galeotti a James Lafferty – One Tree Hill - Lauren Graham – Famílie - Lori Loughlin a Rob Estes – 90210: Nová generace - Mike O'Malley – Glee | |

### Hudba
| Zpěvačka | Countryové album |
| --- | --- |
| - Ke$ha - Miley Cyrus - Lady Gaga - Shakira - Taylor Swift | - Doin' My Thing – Luke Bryan - Fearless – Taylor Swift - Need You Now – Lady Antebellum - Play On – Carrie Underwood - The Foundation – Zac Brown Band                                                                   |
| Rapové album | Rockové album |
| - B.o.B Presents: The Adventures of Bobby Ray - Battle of the Sexes – Ludacris - Relapse – Eminem - So Far Gone – Drake - The Blueprint 3 – Jay-Z | - To The Sea – Jack Johnson - Leave This Town – Daughtry - The Resistance – Muse - Brand New Eyes – Paramore - Save Me San Francisco – Train                                                                              |
| Popové album | R&B album |
| - Here We Go Again – Demi Lovato - My World 2.0 – Justin Bieber - Animal – Ke$ha - The Fame Monster – Lady Gaga - The E. N. D – The Black Eyed Peas | - Jason Derülo – Jason Derülo - Rated R – Rihanna - Raymond vs. Raymond – Usher - The ArchAndroid – Janelle Monae - The Element of Freedom – Alicia Keys                                                                  |
| Rocková píseň | Píseň o lásce |
| - „All The Right Moves“ – OneRepublic - „Breakeven“ – The Script - „Hey, Soul Sister“ – Train - "Ignorance“ – Paramore - „You and Your Heart“ – Jack Johnson | - „Catch Me“- Demi Lovato - „Neutron Star Collision (Love Is Forever)“ – Muse - „Stay“ – Nick Jonas & The Administration - „The Only Exception“ – Paramore - „When I Look At You“ – Miley Cyrus                           |
| Hudební spolupráce | Singl |
| - „Airplanes“ – B. o. B Featuring Hayley Williams - „I Like It“ – Enrique Iglesias Featuring Pitbull - „If We Ever Meet Again“ – Timbaland Featuring Katy Perry - „Telephone“ – Lady Gaga Featuring Beyoncé - „We'll Be a Dream“ – We the Kings Featuring Demi Lovato | - „Bad Romance“ – Lady Gaga - „Can't Be Tamed“ – Miley Cyrus - „California Gurls“ – Katy Perry - „Nothin' On You“ – B. o. B Featuring Bruno Mars - „Your Love Is My Drug“ – Ke$ha                                         |
| Průlomová zpěvačka | Průlomový zpěvák |
| - Demi Lovato - Selena Gomez & the Scene - Ke$ha - Miranda Cosgroveová - Nicki Minaj | - B. o. B - Drake - Jason Derülo - Justin Bieber - Nick Jonas & The Administration |
| Zpěvák | Skupina |
| - Adam Lambert - Drake - Jason Derülo - Justin Bieber - Usher | - obsazení seriálu Glee - New Boyz - Selena Gomez & the Scene - The Black Eyed Peas - Young Money |
| Rockový umělec | Rapový umělec |
| - MGMT - Kings of Leon - Muse - Train - Paramore | - Drake - Eminem - Jay-Z - Ludacris - Pitbull |
| R&B umělec | Countryová skupina |
| - Alicia Keys - Beyoncé - Rihanna - Trey Songz - Usher | - Gloriana - Lady Antebellum - Rascal Flatts - Sugarland - Zac Brown Band |
| Countryový zpěvák | Countryová zpěvák |
| - Brad Paisley - Darius Rucker - Kenny Chesney - Luke Bryan - Keith Urban | - Carrie Underwood - Gretchen Wilson - Martina McBride - Miranda Lambert - Taylor Swift |
| Countryová píseň | Nejlepší Rap/Hip-Hopová skladba |
| - „Fifteen“ – Taylor Swift - „Need You Now“ – Lady Antebellum - „The House That Built Me“ – Miranda Lambert - „Undo It“ – Carrie Underwood - „Water“ – Brad Paisley                                                                                                   | - „Hello Good Morning“ – Diddy – Dirty Money featuring T.I. - „Find Your Love“ – Drake - „Love the Way You Lie“ – Eminem featuring Rihanna - „Wavin' Flag“ – K'naan - „Carry Out“ – Timbaland featuring Justin Timberlake |

### Léto
| Letní film | Letní herec |
| --- | --- |
| - Já, padouch - Machři - Počátek - Zatím spolu, zatím živi - Salt - A-Team - Karate Kid - Poslední vládce větru - Čarodějův učeň - Twilight sága: Zatmění                                                    | - Adam Sandler – Machři - Jaden Smith – Karate Kid - Robert Pattinson – Twilight sága: Zatmění - Taylor Lautner – Twilight sága: Zatmění - Zac Efron – Smrt a život Charlieho St. Clouda |
| Letní herečka | Letní televizní pořad |
| - Cameron Diaz – Zatím spolu, zatím živi - Selena Gomez – Ramona - Angelina Jolie – Salt - Emma Roberts – Twelve - Kristen Stewart – Twilight sága: Zatmění                                                  | - Make It or Break It - Prolhané krásky - Umíte tančit? - Tajný život amerických teenagerů - Drtivá porážka                                                                              |
| Letní televizní herec | Letní televizní herečka |
| - Zachary Abel – Make It or Break It - Ken Baumann – Tajný život amerických teenagerů - Ian Harding – Prolhané krásky - Daren Kagasoff – Tajný život amerických teenagerů - Stephen Moyer – Pravá krev       | - Nikki Blonsky – Huge - Lucy Hale – Prolhané krásky - Josie Loren – Make It or Break It - Anna Paquin – Pravá krev - Shailene Woodley – Tajný život amerických teenagerů                |
| Letní zpěvák | Letní zpěvačka |
| - B. o. B - Drake - Eminem - Justin Bieber - Taio Cruz | - Katy Perry - Kesha - Miley Cyrus - Lady Gaga - Rihanna |
| Letní píseň | |
| - „“Airplanes“ – B. o. B feat. Hayley Williams - „Alejandro“ – Lady Gaga - „Billionaire“ – Travis McCoy feat. Bruno Mars - „California Gurls“ – Katy Perry feat. Snoop Dogg - „Your Love Is My Drug“ – Kesha | |

### Móda
| Krásný muž | Krásná žena                                                                            |
| --- | -------------------------------------------------------------------------------------- |
| - Ian Somerhalder - Kellan Lutz - Robert Pattinson - Taylor Lautner - Zac Efron                                                                                | - Scarlett Johansson - Megan Fox - Jessica Biel - Katy Perry - Kim Kardashian          |
| Oblíbená módní značka od celebrity | Mužská ikona na červeném koberci                                                       |
| - Sean Combs – Sean John - Gwen Stefani – L.A.M.B - Justin Timberlake – William Rast - Miley Cyrus a Max Azria – Miley & Max - Nicole Richie – House of Harlow | - Taylor Lautner - Justin Timberlake - Jonas Brothers - Ashton Kutcher - Russell Brand |
| Ženská ikona na červeném koberci |                                                                                        |
| - Selena Gomez - Eva Longoria - Miley Cyrus - Lady Gaga - Katy Perry                                                                                           |                                                                                        |

### Další
| Nejhezčí úsměv                                                                           | Oblíbený uživatel Twitteru                                                                       |
| ---------------------------------------------------------------------------------------- | ------------------------------------------------------------------------------------------------ |
| - Zac Efron - Taylor Lautner - Victoria Justice - Cory Monteith - Miranda Cosgroveová    | - Ashton Kutcher - Ellen DeGeneres - George Lopez - Kim Kardashian - Ryan Seacrest               |
| Oblíbený účastník American Idol                                                          | Ekologický aktivista                                                                             |
| - Carrie Underwood - Chris Daughtry - David Archuleta - Jennifer Hudson - Kelly Clarkson | - Eva Longoria - Jessica Simpson - Justin Timberlake - Leonardo DiCaprio - Shakira               |
| Videohra                                                                                 | Internetová hvězda                                                                               |
| - Band Hero - Green Day: Rock Band - Halo 3 - The Sims 3 - Super Mario Brothers Wii      | - Charles Trippy - Fred/Lucas Cruikshank - Greyson Chance - iJustine - Shane Dawson              |
| Komik                                                                                    | Sportovec                                                                                        |
| - George Lopez - Ellen DeGerneres - Chelsea Handler - Aziz Ansari - Jimmy Fallon         | - Albert Pujols - Apolo Anton Ohno - David Beckham - Drew Brees - LeBron James                   |
| Sportovkyně                                                                              | Mužský akční sportovec                                                                           |
| - Candace Parker - Danica Patrick - Lindsey Vonn - Misty May Treanor - Serena Williams   | - Shaun White - Ryan Sheckler - Travis Pastrana - Kelly Slater - Kevin Pearce                    |
| Ženská akční sportovkyně                                                                 | Nejvíce fanatičtí fanoušci                                                                       |
| - Torah Bright - Hannah Teter - Sarah Burke - Ashley Fiolek - Maya Gabeira               | - David Archuleta - Justin Bieber - obsazení seriálu Glee - Miley Cyrus - obsazení ságy Stmívání |